# Box Elder megye
Box Elder megye az Amerikai Egyesült Államokban, azon belül Utah államban található. Megyeszékhelye és legnagyobb városa Brigham City. Lakosainak száma 57 666 fő (2020. április 1.). Box Elder megye Cache, Weber, Tooele, Elko, Cassia, Oneida és Davis megyékkel határos.

## Népesség
A megye népességének változása:
| Lakosok száma | 50 153 | 50 249 | 50 232 | 50 794 | 52 097 | 57 666 |
|               | 2010   | 2011   | 2012   | 2013   | 2015   | 2020   |